# Château des sires de Bâgé
Le château des sires de Bâgé est un édifice situé à Bâgé-le-Châtel, en France.

## Localisation
Le château est situé sur le territoire de la commune de Bâgé-le-Châtel, dans le département de l'Ain, en région Auvergne-Rhône-Alpes.

## Historique
Un château est cité depuis le début du XIe siècle. En 1272, l'héritière apporte la seigneurie en dot à la Savoie.
Le château actuel date du XIVe siècle : les fortifications à partir de 1343, la grande tour carrée fut achevée en 1355, les bretèches en 1361-1362 et la tour ronde en 1364[réf. souhaitée].

## Description
Le château des sires de Bâgé a été construit au XIVe siècle. Il ne subsiste qu'un corps de logis dont la façade a été reconstruite au XIXe siècle. Dans les ouvertures du rez-de-chaussée et du premier étage, deux vitraux ont été posés vers 1860.
En 1311, le bâtiment abritant les cuisines est encore construit en pans de bois.

## Galerie

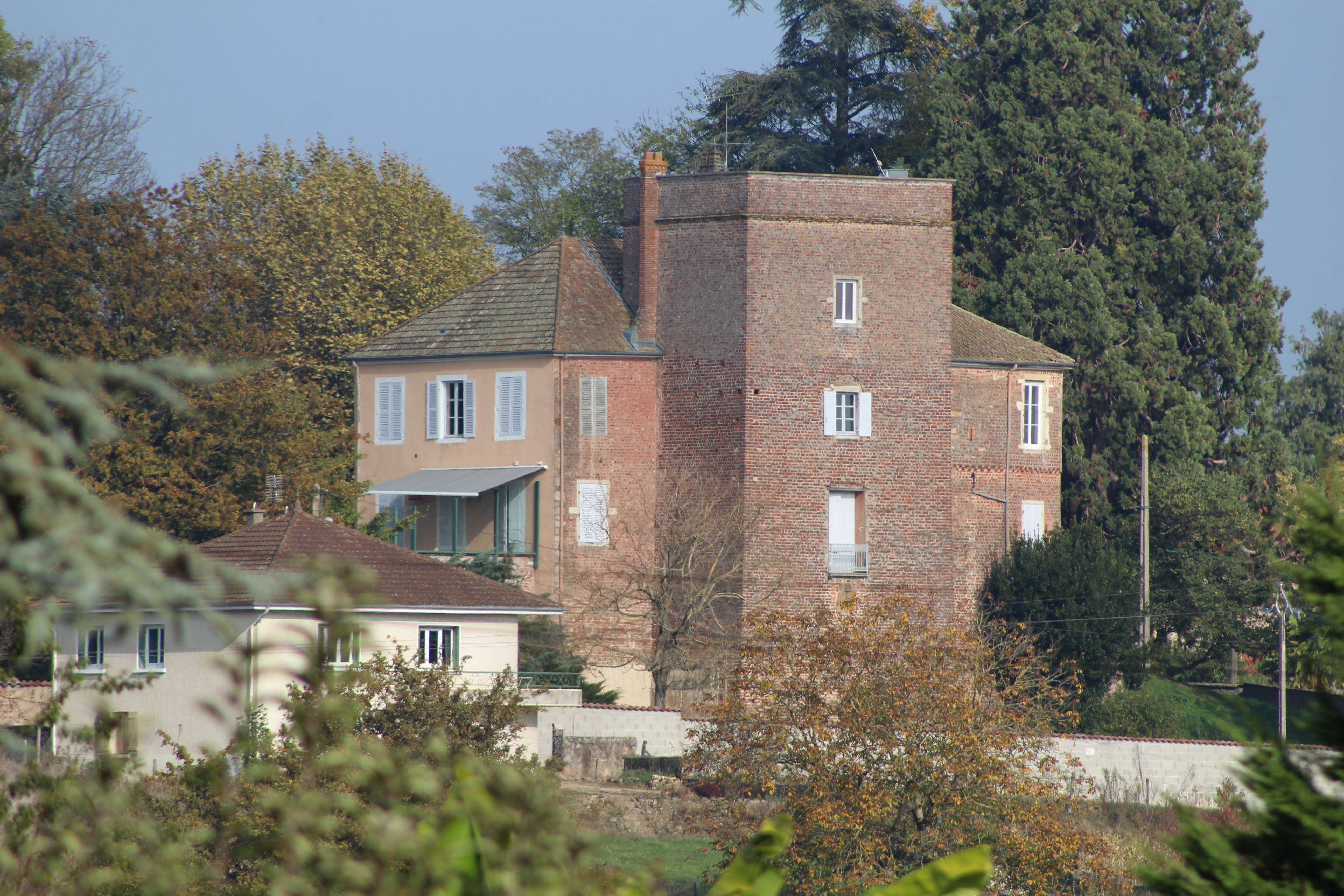
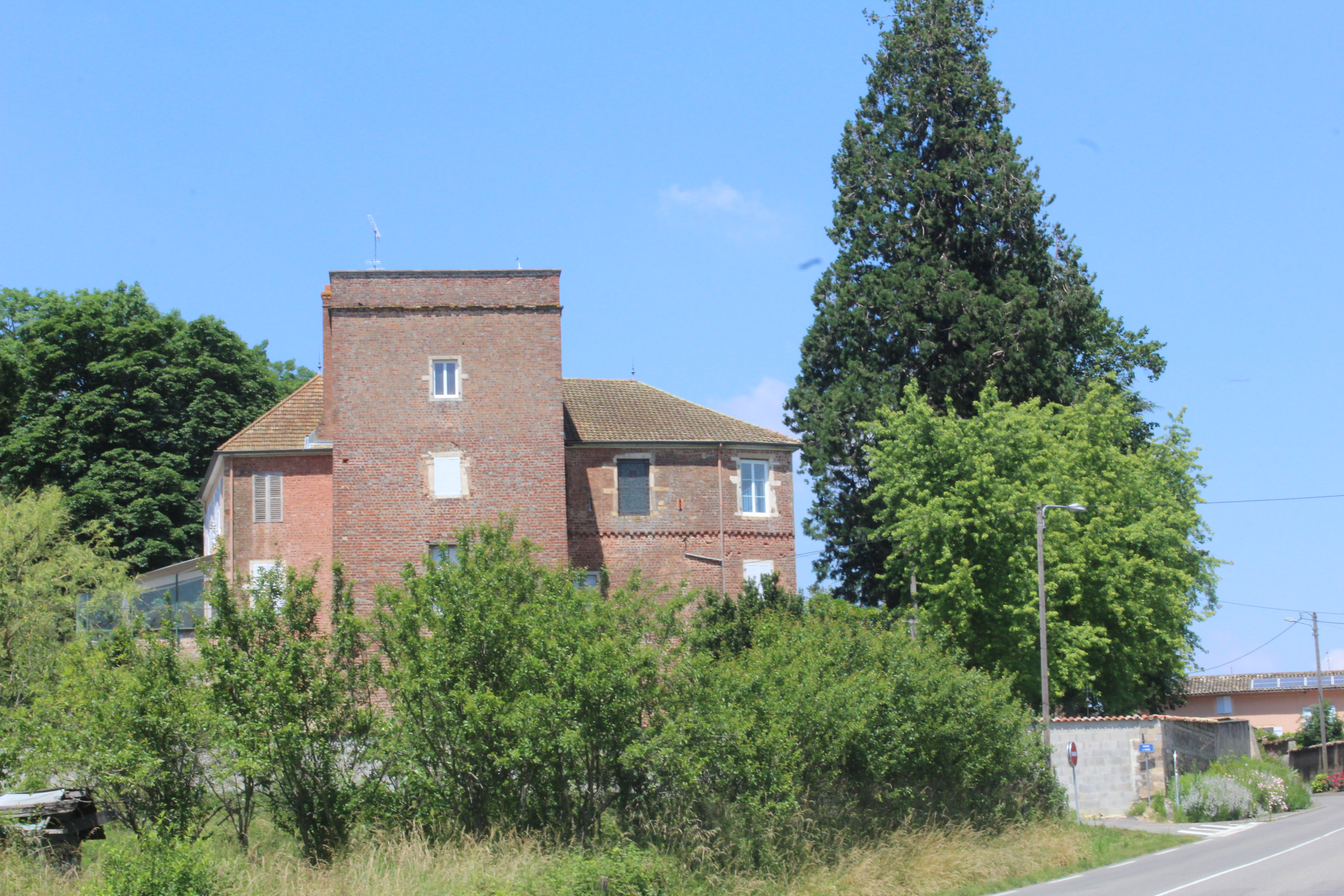
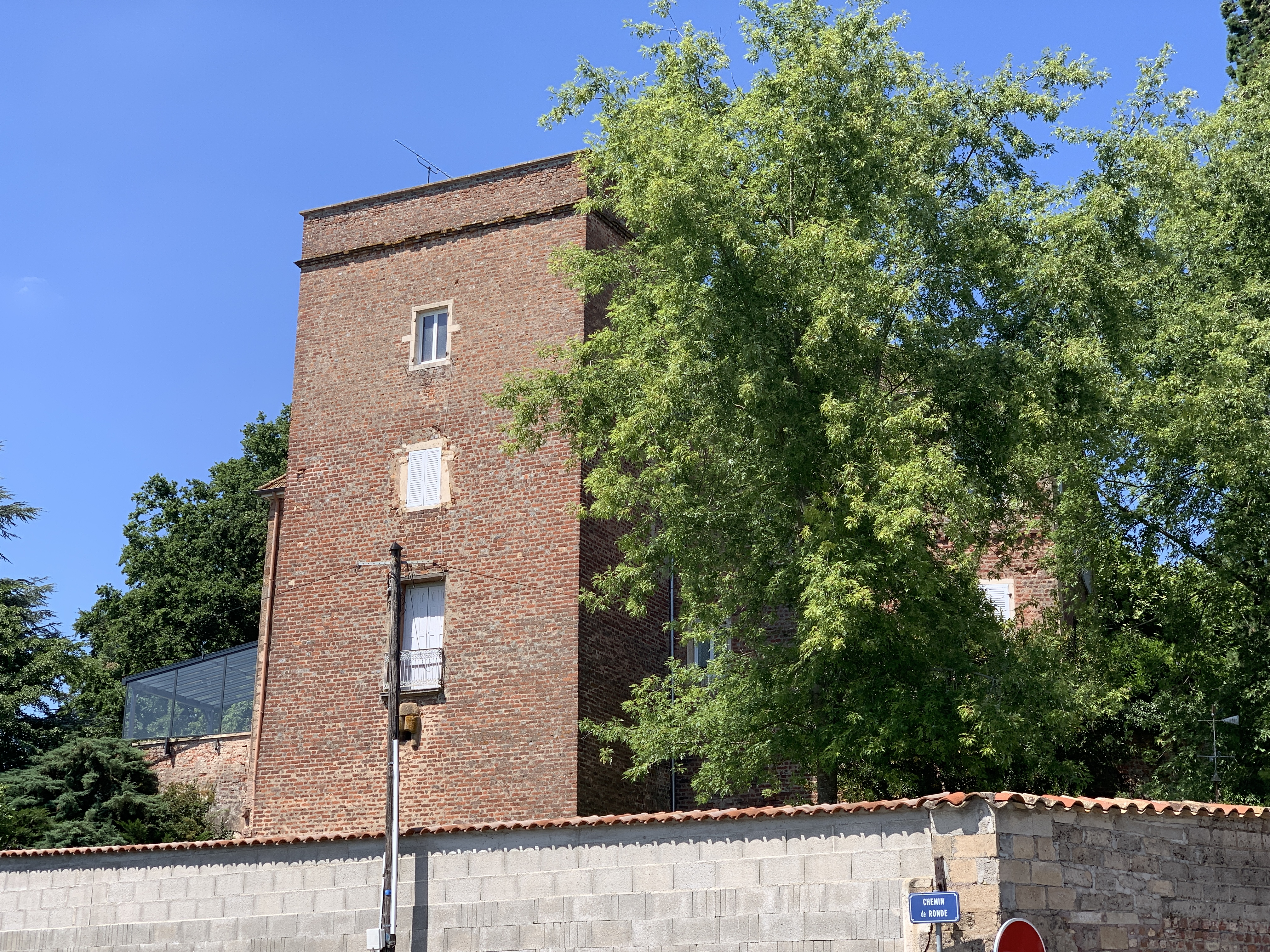